# اما دانیلی
اِما دانیلی (ایتالیایی: Emma Danieli؛ ۱۴ اکتبر ۱۹۳۶ – ۲۱ ژوئن ۱۹۹۸) بازیگر اهل ایتالیا بود.
از فیلم‌ها یا برنامه‌های تلویزیونی که وی در آن نقش داشته‌است، می‌توان به اسکی مارپیچ، ما، زنان، آخرین مرد روی زمین و دکتر آنتونیو اشاره کرد.